# Célula electroquímica

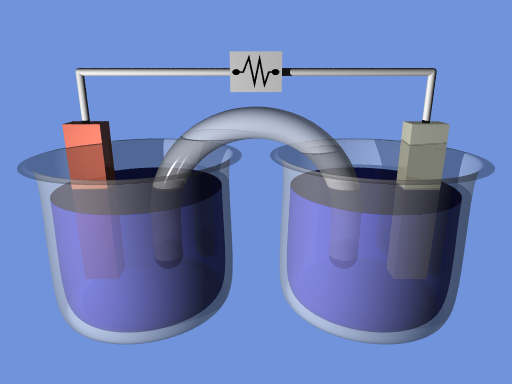
Demonstração de uma célula eletroquímica pela Pilha de Daniell. As duas meia-células são ligadas por uma ponte salina carregndo íons entre elas. Os elétrons fluem no circuito externo.

Uma célula eletroquímica é um dispositivo capaz de gerar energia elétrica a partir de reação química ou facilitar reações químicas através da introdução de energia elétrica. Um exemplo comum de uma célula eletroquímica é o padrão AA de 1,5 volt.
A célula eletroquímica denominada pilha de Daniell foi criada em 1835 pelo químico inglês John Frederic Daniell.